# Charlotte Caslick

a Compétitions nationales et continentales officielles uniquement.

b Matchs officiels uniquement.
Dernière mise à jour le 10 mai 2025.
Charlotte Caslick, née le 9 mars 1995 à Brisbane (Australie), est une joueuse internationale australienne de rugby à sept et internationale de rugby à XV.
Tout d'abord internationale australienne de Touch football, elle rejoint la sélection australienne de rugby à sept qui organise un programme de recrutement en vue de l'intégration du rugby à sept au programme des Jeux olympiques d'été de 2016 à Rio de Janeiro. Après avoir remporté l'édition 2015-2016 des World Rugby Women's Sevens Series, elle remporte avec l'équipe d'Australie la médaille d'or du tournoi féminin des Jeux de Rio. En 2016, elle est désignée meilleure joueuse du monde de rugby à sept.

## Biographie

### Jeunesse etTouch football
Née à Corinda, Charlotte Caslick est la plus jeune d'une famille de trois enfants dont le père Don Caslick est un joueur de rugby à XIII et ses deux frères sont des joueurs de rugby à XV et touch football,. Elle pratique de nombreux sports dans sa jeunesse : hockey sur gazon depuis l'âge de cinq ou six ans, l'athlétisme sur le 800 mètres, et elle suit l'exemple de ses frères en jouant au touch football dès l'âge de huit ans. Elle se spécialise dans ce dernier sport à treize ou quatorze ans.
Elle fait rapidement des progrès et intègre l'équipe du Queensland. Elle joue avec les Brisbane City Cobras, remportant avec cette équipe le 2012 National Touch League Women’s Open title.
À quinze ans, elle porte les couleurs de l'équipe australienne des moins de 18 ans qui affronte son homologue néo-zélandaise pour le Youth Trans Tasman 2011. Un an après, c'est avec l'équipe nationale qu'elle dispute le Trans Tasman Test Series, toujours face à la Nouvelle-Zélande. Elle remporte ces deux compétitions. Elle devient ainsi l'une des plus jeunes joueuses à porter les couleurs australiennes dans ce sport.

### Rugby à sept
Avec l'annonce de l'intégration du rugby à sept au programme des Jeux olympiques d'été de 2016 à Rio de Janeiro, l'ARU, la Fédération australienne de rugby à XV, lance un programme de recrutement ouvert aux joueuses de toutes disciplines , rugby, rugby à XIII, touch rugby, athlétisme... Avec ses coéquipière de touch football, Charlotte Caslick reçoit, comme ses coéquipières Alicia Quirk et Emilee Cherry un courrier pour rejoindre ce programme. Alors âgée de seize ans, elle représente l'Australie au Australian Youth Olympic Festival où elle recite le serment des athlètes. Peu après, en mai, elle dispute ses premiers matchs de World Rugby Women's Sevens Series avec la sélection australienne lors du dernier tournoi de la saison 2012-2013 à Amsterdam. Elle participe également à la coupe du monde disputée à Moscou où l'Australie s'incline en quart de finale face à l'Espagne.
Elle est retenue pour le premier tournoi de la saison 2013-2014, en novembre 2013 à Dubaï où l'Australie s'impose face à la Nouvelle-Zélande sur le score de 35 à 27. Lors de l'étape suivante, les Australiennes terminent troisième. En finale du tournoi de Sao Paulo, troisième étape de la saison, elle inscrit deux essais en finale face aux Néo-Zélandaises pour permettre à son équipe de l'emporter 24 à 12,. Les Néo-Zélandaises prennent leur revanche en s'imposant ensuite en Chine, puis de même sur le score de 29 à 12 aux Pays-Bas, quatrième étape sur les cinq possibles où les deux équipes possibles sont en finale. Pour sa première saison complète, elle inscrit dix essais. Elle fait partie des quatre candidates au titre de joueuse de l'année, avec les deux Néo-Zélandaises Sarah Goss et Kayla McAlister et sa compatriote Emilee Cherry qui remporte finalement le titre. Cette même année 2014, elle participe à la victoire des Queensland Reds sur NSW sur le score de 19 à 0, inscrivant un essai. Caslick est désignée meilleure joueuse de ce tournoi.
Lors de sa deuxième saison complète en World Rugby Women's Sevens Series, elle s'incline sur le score de 19 à 17 en finale face aux Néo-Zélandaises lors de l'étape de Dubai, puis face au même adversaire et toujours en finale à São Paulo sur le score de 17 à 10, rencontre où Caslick l'un des deux essais de son équipe. Les Australiennes remportent la Plate, cinquième place du tournoi, à Atlanta, puis terminent septième lors de l'étape canadienne de Victoria. Lors de l'étape de Londres, les Australiennes remportent le tournoi en battant les Canadiennes sur le score de 20 à 17, celles-ci prenant leur revanche sur le même score lors de la dernière étape, à Amsterdam. Troisième de la saison, l'équipe australienne est ainsi directement qualifiée pour les Jeux de Rio. Sur le plan individuel, Caslick est de nouveau nommée parmi les quatre candidates pour le titre de meilleure joueuse de l'année, avec la Russe Nadezhda Kudinova, et les Néo-Zélandaises Sarah Goss et Portia Woodman, le titre étant remporté par Portia Woodman.
La sélection australienne remporte les trois premières étapes de l'édition 2015-2016, à Dubaï, São Paulo et Atlanta, Caslick étant désignée meilleure joueuse de la finale de ce dernier tournoi. Les Australiennes terminent ensuite troisième de l'étape canadienne de Langford et deuxième de l'étape française à Clermont. Elle remporte ainsi le classement général 2016 devant la Nouvelle-Zélande. Lors de cette saison 2015-2016, elle inscrit neuf essais, elle totalise 45 points avec la Nouvelle Galles du Sud. Après cette saison, son total de points est de 190, 38 essais, en 91 rencontres.

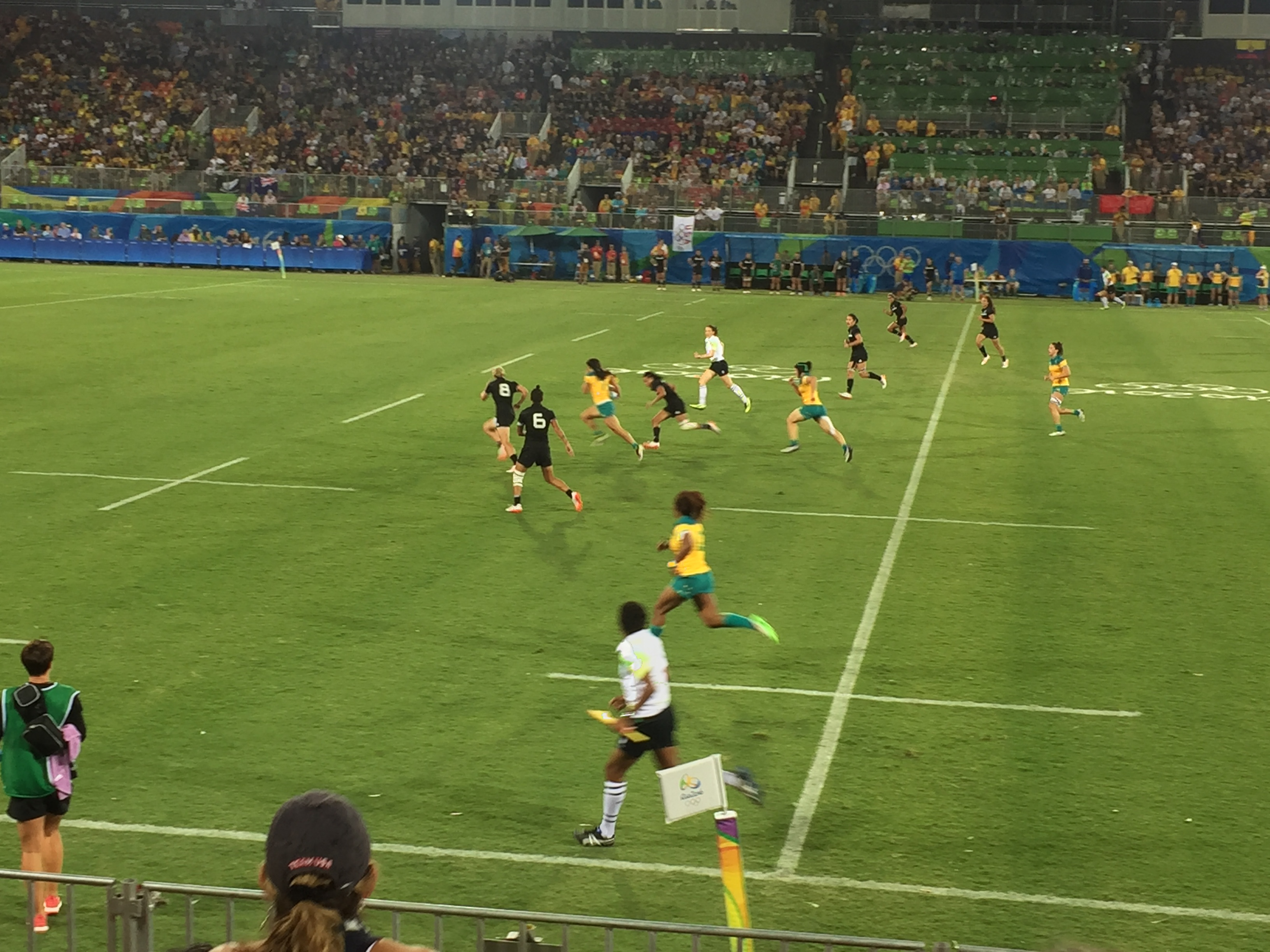
Caslick lors des Jeux de Rio

Elle fait partie des douze joueuses retenues pour représenter l'Australie aux Jeux olympiques de Rio de Janeiro. Lors du tournoi féminin, elle inscrit trois essais lors du premier match, face à la Colombie, un contre les Fidji. Lors du quart de finale victorieux face à l'Espagne, elle inscrit deux essais, puis l'Australie s'impose 17 à 5 face au Canada. En finale, les Australiennes s'imposent 24 à 17 face aux Néo-Zélandaises avec quatre essais dont un de Caslick.
Après ces jeux, une polémique l'oppose à Rick Charlesworth, médaillé d'argent aux Jeux olympiques de Montréal en 1976 en hockey sur gazon puis sélectionneur de l'équipe féminine, celui-ci estimant que le tournoi de ruby à sept est soft. Caslick lui répond que c'est le sport le plus dur qu'elle ait disputé, comparant celui-ci à un 400 mètres dont il faut se relever après avoir pris un plaquage.

### Passage à XV
En janvier 2025, Charlotte Caslick rejoint la franchise des Queensland Reds pour la saison 2025 du Super Rugby Women's. Au terme de la compétition, elle est sélectionnée pour jouer la Pacific Four Series avec les Wallaroos. Elle obtient sa première cape lors du match de préparation face aux Fidji. Elle se blesse contre les Black Ferns durant les tests estivaux. Elle doit se faire opérer et déclare forfait pour la coupe du monde.

## Palmarès
Charlotte Caslick remporte l'édition 2015-2016 des World Rugby Women's Sevens Series puis lors de cette dernière année, le titre de Championne olympique de rugby à sept à Rio de Janeiro. En 2016, elle est désignée meilleure joueuse du monde de rugby à sept.
Charlotte Caslick remporte également des titres en Touch football, sport qu'elle pratique avant le rugby à sept. Elle remporte le 2012 National Touch League Women’s Open title avec l'équipe du Queensland. Sous les couleurs de l'Australie, elle remporte le Youth Trans Tasman 2011 puis le Trans Tasman Test Series avec l'équipe séniore.